# Кавказ-центр
«Кавка́з-Центр» — сайт чеченских сепаратистов, позиционирующий себя как «Независимое международное исламское интернет-агентство». Согласно решениям судебных органов Российской Федерации, материалы сайта являются экстремистскими, в частности, формируют негативное восприятие лиц русской и еврейской национальности. Финансируется финским предпринимателем Микаэлем Стуршё.

## История
«Кавказ-Центр» был учреждён в марте 1999 года в городе Грозный. В публикациях «Кавказ-центра» использовалось принятое у чеченских сепаратистов название города «Джохар», который на тот момент являлся столицей непризнанной Чеченской Республики Ичкерия (ЧРИ). Учредителем стал Национальный центр стратегических исследований и политических технологий ЧРИ, зарегистрированный в министерстве юстиции ЧРИ в октябре 1998 года и возглавлявшийся министром информации и печати ЧРИ Мовлади Удуговым.
Веб-сайт «Кавказ-Центр» ориентировался на освещение событий в исламском мире, на Кавказе и в России. Одной из своих основных задач редакция считала освещение событий в Чечне в связи с прошедшей в ней войной, которая, с точки зрения администрации «Кавказ-Центра»,  представляла собой вооружённую агрессию России против независимой ЧРИ. Исламских боевиков, ведущих вооружённую борьбу с федеральным центром, агентство считало обороняющейся стороной и именовало их моджахедами, а погибших в боевых столкновениях с федеральными войсками и силами правопорядка — шахидами. Военнослужащие Российской армии, сотрудники милиции и другие нечеченцы, участвующие в борьбе с боевиками, в материалах агентства назывались оккупантами и бандитами. Мусульмане, сотрудничающие с российскими властями или поддерживающих их действия, именовались коллаборационистами.
На сайте регулярно публиковались заявления руководителей северокавказских боевиков, включая лидеров международной террористической организации «Имарат Кавказ», содержащие призывы к вооружённым действиям против России. В публикациях выражалось одобрение убийствам федеральных военнослужащих и террористическим актам. В новостях систематически освещались столкновения боевиков с военнослужащими и сотрудниками правоохранительных органов Российской Федерации.
В статье 2006 года авторы сайта утверждали, что работавший на службу безопасности президента РФ в девяностых годах оккультист Георгий Рогозин является сатанистом; также в связях с сатанизмом обвинялся замглавы Администрации президента РФ Игорь Сечин.
26 октября 2023 года социальная сеть Twitter в очередной раз заблокировала аккаунт «Кавказ-Центра». По всей видимости это было вызвано оправданием агрессии ХАМАС против Израиля на страницах сайта.
В июне 2024 года, в связи с постоянными блокировками аккаунтов  из-за нарушения правил в Twitter, был создан аккаунт в социальной сети Mastodon.

## Интернет-атаки
Веб-сайт «Кавказ-центра» многократно подвергался атакам хакеров. Так первый взлом был произведён в 2002 году группой студентов, назвавших себя «Сибирской сетевой бригадой».
Сервер сайта базировался в разных странах и неоднократно изменял своё местонахождение по требованиям властей. 28 апреля 2003 года сервер был конфискован полицией безопасности Эстонии. В сентябре 2004 года литовские власти отключили сервер, на котором находился сайт «Кавказ-центр» после того, как на нём было размещено заявление Шамиля Басаева, в котором тот взял на себя ответственность за террористический акт в Беслане (по другой версии — после того, как сайт опубликовал сообщение о награде в $20 млн за голову президента Владимира Путина). Вскоре после этого сайт при поддержке финского предпринимателя Микаэля Стуршё возобновил работу с территории Финляндии, а затем Швеции. В декабре 2013 года решением суда «Кавказ-центру» был предписано освободить помещение в центре Хельсинки и выплатить штраф в размере 120 тысяч евро за неуплату арендной платы.

## Оценки

### Журналистские
В. И. Якунин, В. Э. Багдасарян и С. С. Сулакшин отмечали, что сайт «Кавказ-центр» стал «ярким примером ведения информационной войны в Интернете».

### Судебные
23 мая 2007 года суд Советского района Новосибирска признал материалы сайта экстремистскими и разжигающими межнациональную рознь. Дальнейшие решения суда предписывали некоторым новосибирским интернет-провайдерам заблокировать доступ к ресурсу. Как говорилось в представлении прокуратуры:
В соответствии с филолого-лингвистическим заключением тексты сайтов свидетельствуют о негативном восприятии всего русского, направлены на формирование негативного образа русского народа, приписывают русским исключительно враждебные действия, имперские амбиции по отношению к другим народам, содержат искаженное представление о роли русского народа в историческом процессе.
В 2005 году суд Вильнюса признал директора фирмы, предоставлявшей хостинг сайту, виновным в размещении и публичной демонстрации материалов, пропагандирующих межнациональную и религиозную рознь. Эксперты установили, что материалы могут быть связаны с пропагандой международного терроризма и разжиганием национальной и религиозной вражды.
В 2005 году один из постоянных авторов сайта Павел Люзаков, бывший также редактором журнала «Сепаратист» — издания «Российского общества за независимость Чечни», был осуждён Останкинским судом города Москвы к двум годам лишения свободы за незаконное хранение оружия. По утверждению защиты, оружие (пистолет) было подброшено с целью пресечь журналистскую деятельность Люзакова.
В 2006 году другой автор сайта, московский журналист Борис Стомахин, признан Бутырским судом города Москвы виновным в возбуждении религиозной ненависти (статья 282 УК) и публичных призывах к осуществлению экстремистской деятельности (статья 280 УК). Как отмечала прокуратура, автор «одобрял преступников и террористов, действия которых направлены на уничтожение русского народа как нации». Газета «Коммерсантъ» отмечала, что Стомахин призывал «залить кровью всю Россию» и «устроить ядерный взрыв на территории РФ». Журналист был приговорён к пяти годам лишения свободы.
Решением Никулинского районного суда города Москвы от 12 сентября 2011 года удовлетворены в полном объёме требования заместителя прокурора Российской Федерации Виктора Гриня о признании материалов сайта «Кавказ-Центр» экстремистскими, после вступления решения суда в законную силу его копия будет направлена в Министерство юстиции Российской Федерации для включения сайта в федеральный список экстремистских материалов.